# هنري إم. هويت
هنري إم. هويت (بالإنجليزية: Henry M. Hoyt)‏ هو محامي أمريكي، ولد في 5 ديسمبر 1856 في ويلكس بار في الولايات المتحدة، وتوفي في 20 نوفمبر 1910 في واشنطن العاصمة في الولايات المتحدة.

## وصلات خارجية
- هنري إم. هويت على موقع إن إن دي بي (الإنجليزية)